# Paul Friedrich August Ascherson
Paul Friedrich August Ascherson, nemški botanik, * 4. junij 1834, Berlin, † 6. marec 1913, Berlin.
Študiral je medicino na Humboldtovi univerzi v Berlinu. Bolj kot medicina ga je zanimala botanika in leta 1855 je doktoriral z disertacijo o fitogeografiji takratne pruske province Brandenburg. Leta 1860 je postal asistent v berlinskem botaničnem vrtu, leta 1865 pa še v lokalnem Kraljevem herbariju. Medtem je pridobil habilitacijo za poučevanje specialne botanike in fitogeografije ter bil leta 1873 izvoljen za izrednega profesorja na Humboldtovi univerzi. Tega leta je z Gerhardom Rohlfsom odšel na botanično ekspedicijo v Libijo, po 1876 pa še na več samostojnih. Floro raziskovanega območja je opisal v več temeljnih delih s poudarkom na puščavskih rastlinah. Od leta 1850 je skupaj z botanikoma in prijateljema Ludwigom Schneiderjem in Gustavom Maassom poglobljeno raziskoval tudi floro province Saška - Anhalt. V 1890. letih je sodeloval z Graebnerjem, s katerim sta izdala temeljno delo o flori Srednje Evrope. V njem sta sistematično uredila svoje podatke in podatke iz florističnih del o ožjih območjih.
Poleg botanike se je ukvarjal tudi z zgodovino, etnografijo in lingvistiko. Univerza v Rostocku mu je za njegov prispevek znanosti podelila častni doktorat.

## Dela
- Studiorum phytogeographicorum de Marchia Brandenburgensis specimen, Diss. Berlin 1855
- Verzeichnis der Phanerogamen und Gefäßkryptogamen, welche im Umkreis von fünf Meilen um Magdeburg bisher beobachtet worden sind, 1859
- Flora der Provinz Brandenburg, der Altmark und des Herzogthums Magdeburg, 1864 (ponatisnjeno 1999)
- »Ludwig Schneider«, v: Verhandlungen des Botanischen Vereins der Provinz Brandenburg 31, 1890, XLIII-L
- Flora des nordostdeutschen Flachlandes, 1899 (s Paulom Graebnerjem)
- Synopsis der mitteleuropäischen Flora, 1894ff. (s Paulom Graebnerjem)